# Deutsche Volleyballnationalmannschaft der Frauen
Die deutsche Volleyballnationalmannschaft der Frauen ist eine Auswahl der besten deutschen Spielerinnen, die den DVV bei internationalen Turnieren und Länderspielen repräsentiert. Ihre bisher größten Erfolge waren die zweiten Plätze bei den Europameisterschaften 2011 und 2013. Während der deutschen Teilung spielte gleichzeitig die Nationalmannschaft der DDR. Nach der Wiedervereinigung setzten einige DDR-Spielerinnen ihre Karriere in der gemeinsamen deutschen Mannschaft fort.

## Aktueller Kader
In der Volleyball-Europameisterschaft der Frauen 2023 ist Deutschland mit folgendem Kader angetreten.
| Nr.                                                                                     | Name               | Größe  | Geburtsdatum  | Position | Verein 2023/24                  |
| --------------------------------------------------------------------------------------- | ------------------ | ------ | ------------- | -------- | ------------------------------- |
| 1                                                                                       | Vanessa Agbortabi  | 1,81 m | 4. Dez. 1998  | AA       | Bahçelievler Belediyespor (TUR) |
| 2                                                                                       | Pia Kästner        | 1,80 m | 29. Juni 1998 | Z        | Allianz MTV Stuttgart           |
| 3                                                                                       | Annie Cesar        | 1,73 m | 26. Apr. 1997 | L        | Ladies in Black Aachen          |
| 4                                                                                       | Anna Pogany        | 1,70 m | 21. Juli 1994 | L        | SSC Palmberg Schwerin           |
| 5                                                                                       | Corina Glaab       | 1,79 m | 25. Mai 2000  | Z        | Allianz MTV Stuttgart           |
| 6                                                                                       | Antonia Stautz     | 1,80 m | 15. Dez. 1993 | AA       | SC Potsdam                      |
| 7                                                                                       | Ivana Vanjak       | 1,93 m | 30. Mai 1995  | AA       | Allianz MTV Stuttgart           |
| 9                                                                                       | Lina Alsmeier      | 1,89 m | 29. Juni 2000 | AA       | Il Bisonte Volley Firenze (ITA) |
| 10                                                                                      | Lena Stigrot       | 1,80 m | 20. Dez. 1994 | D        | Unet E-Work Busto Arsizio (ITA) |
| 12                                                                                      | Hanna Orthmann     | 1,88 m | 3. Okt. 1998  | AA       | Igor Volley Novara (ITA)        |
| 14                                                                                      | Marie Schölzel     | 1,90 m | 1. Aug. 1997  | MB       | Allianz MTV Stuttgart           |
| 16                                                                                      | Anastasia Cekulaev | 1,87 m | 1. Juli 2003  | MB       | SC Potsdam                      |
| 17                                                                                      | Laura Emonts       | 1,80 m | 4. Apr. 1991  | AA       | SC Potsdam                      |
| 20                                                                                      | Emilia Weske       | 1,88 m | 26. März 2001 | D        | Rice University                 |
| 21                                                                                      | Camilla Weitzel    | 1,95 m | 11. Juni 2000 | MB       | Reale Mutua Fenera Chieri (ITA) |
| 22                                                                                      | Monique Strubbe    | 1,88 m | 5. Juli 2001  | MB       | Allianz MTV Stuttgart           |
| 23                                                                                      | Sarah Straube      | 1,85 m | 26. Apr. 2002 | Z        | Dresdner SC                     |
| 25                                                                                      | Rica Maase         | 1,86 m | 22. Nov. 1999 | D        | USC Münster                     |
| 35                                                                                      | Luisa van Clewe    | 1,93 m | 24. Feb. 2003 | MB       |                                 |
| Positionen: AA = Annahme/Außen, D = Diagonal, L = Libero, MB = Mittelblock, Z = Zuspiel |                    |        |               |          |                                 |

## Geschichte

### Weltmeisterschaften
Bei der WM 1956 belegte die Mannschaft der Bundesrepublik den 16. und somit vorletzten Platz. 1960 wurde sie Zehnter, was jedoch den letzten Platz bedeutete. Zwei Jahre später gelang den westdeutschen Frauen nur ein Sieg gegen den Nachbarn aus Österreich. Von 1974 bis 1990 war die Bundesrepublik an jeder Weltmeisterschaft beteiligt, stand dabei jedoch im Schatten der wesentlich erfolgreicheren DDR-Auswahl.
Bei der ersten gemeinsamen WM-Teilnahme 1994 erreichte Deutschland in Brasilien den fünften Platz. Vier Jahre später reichte es jedoch nur zu Rang 13. Im Jahr 2002 konnten die deutschen Frauen den Heimvorteil nicht nutzen und wurden vor eigenem Publikum Zehnter. Bei der WM 2006 in Japan landete die Mannschaft – trotz des Vorhabens, mit dem neuen Bundestrainer die Bilanz zu verbessern – nur auf dem elften Rang. Bei der WM 2010 in Japan lief es deutlich besser. Die deutschen Frauen kamen mit dem besten Ergebnis seit 16 Jahren auf den siebten Platz. Als Vizeeuropameister 2013 qualifizierten sie sich für die WM 2014, bei der sie Neunter wurden. Sie schafften auch die Qualifikation für die WM 2018, wo sie in der zweiten Runde ausschieden. Bei der WM 2022 erreichten die Deutsche die zweite Runde und wurden Vierzehnte.

### Olympische Spiele
Die Bundesrepublik war als Gastgeber der Olympischen Spiele 1972 qualifiziert. Vor heimischem Publikum konnten die westdeutschen Frauen jedoch keines ihrer Spiele gewinnen und kamen auf den achten Platz. 1984 in Los Angeles wurden sie nach Siegen gegen Brasilien und Kanada sowie einer abschließenden Niederlage gegen Südkorea Sechster.
Nach der Wiedervereinigung qualifizierten sich die deutschen Frauen von 1996 bis 2004 dreimal in Folge. Beim Turnier 1996 schieden sie im Viertelfinale gegen China aus. In der gleichen Runde unterlagen sie bei Olympia 2000 gegen Brasilien. Bei der bislang letzten Teilnahme, 2004 in Athen, war der Wettbewerb für Deutschland schon nach der Vorrunde beendet. Für Peking 2008, London 2012 und Rio 2016 qualifizierten sich die Frauen des DVV nicht. In der Qualifikation 2020 verloren sie das Finale des europäischen Turniers in Apeldoorn gegen die Türkei. Die Qualifikation für die Olympischen Spiele 2024 war einerseits über Qualifikationsturniere möglich als auch über die Weltrangliste. Über beide Varianten verpasste das deutsche Team die Qualifikation.

### Europameisterschaften

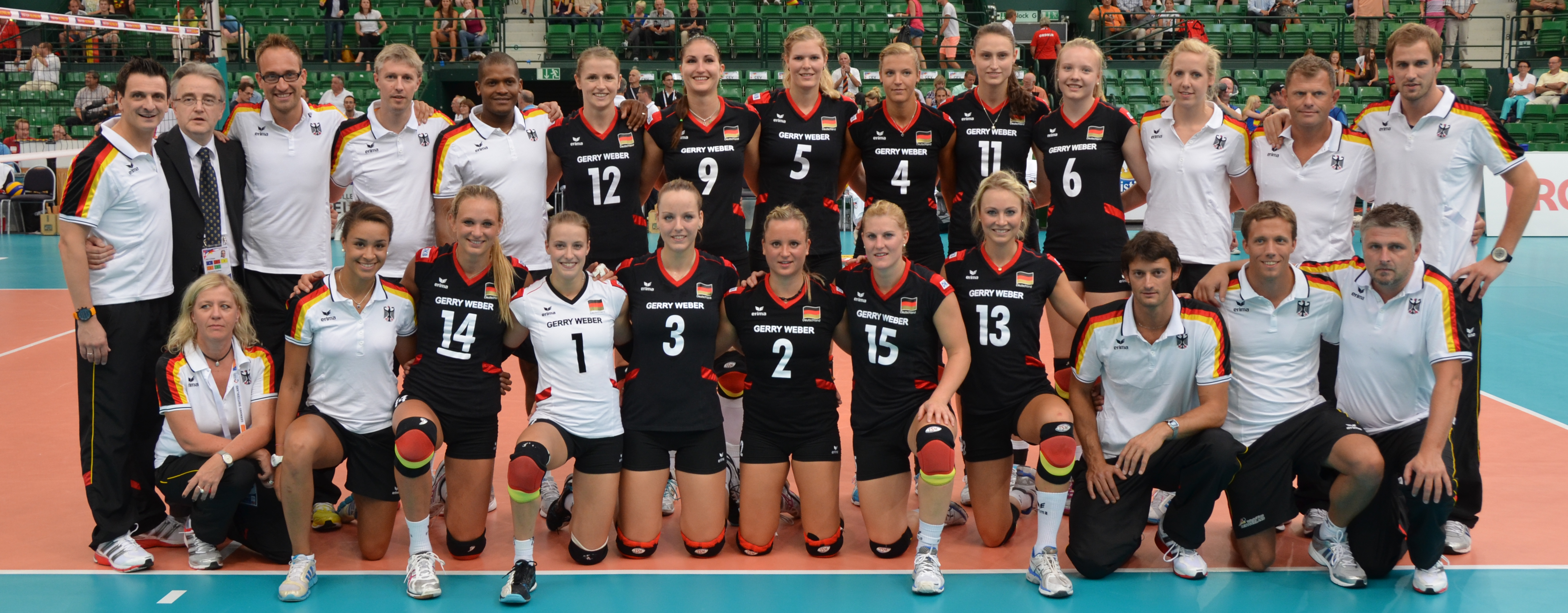
Die Mannschaft bei der Europameisterschaft 2013

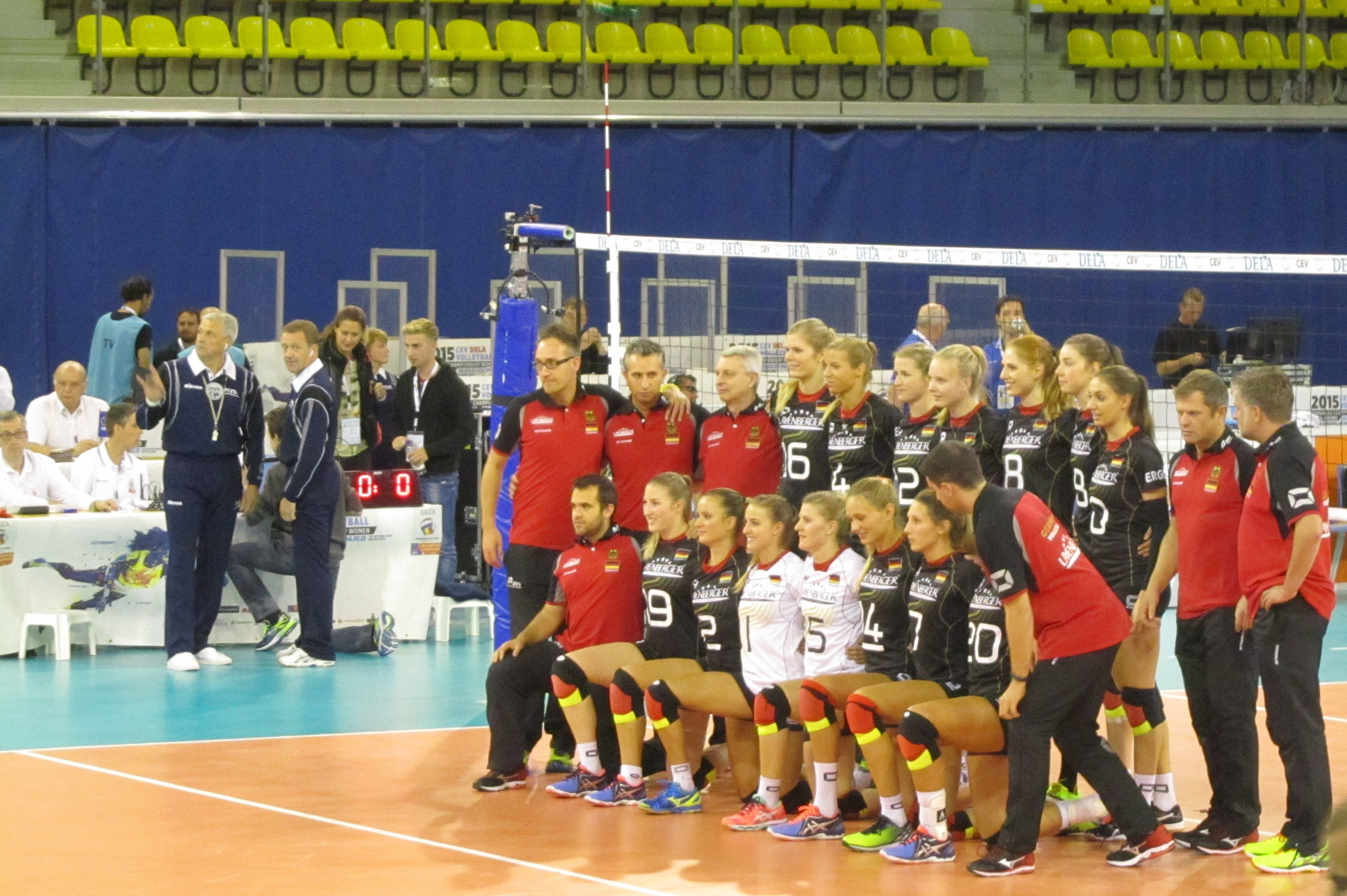
Team vor dem EM-Spiel 2015 gegen Serbien

1958 war die Bundesrepublik zum ersten Mal bei einer EM vertreten und wurde Elfter. Es folgten zwei weitere elfte und zwei zehnte Plätze. 1977 erzielte sie als Achter erstmals ein einstelliges Ergebnis. 1983 in der DDR gelang den westdeutschen Frauen mit dem fünften Rang ihr bestes Ergebnis vor der Wiedervereinigung. Bei den folgenden Turnieren wurden sie Sechster und Neunter. Die EM 1989 fand in der Bundesrepublik statt. Die Gastgeber wurden in ihrer Vorrundengruppe Dritter und gewannen das erste Platzierungsspiel gegen Bulgarien, ehe sie nach einer Niederlage gegen die Tschechoslowakei den sechsten Platz belegten.
Beim ersten gemeinsamen Turnier nach der Wiedervereinigung reichte es für das gesamtdeutsche Team zum dritten Platz, den die deutschen Frauen zwölf Jahre später in Ankara wiederholen konnten. Im Mai/Juni 2006 qualifizierte sich die deutsche Mannschaft ohne Satzverlust für die EM 2007, die in Belgien und Luxemburg stattfand. Dort schieden die Deutschen in der zweiten Gruppenphase aus. Bei der EM 2009 in Polen belegten die deutschen Frauen den vierten Platz. Bei den Meisterschaften 2011 in Serbien und Italien und 2013 in Deutschland und der Schweiz gewannen sie zweimal in Folge die Silbermedaille. In der Vorrunde der Europameisterschaft 2015 traf das DVV-Team in Eindhoven auf Serbien, Rumänien und Tschechien. Die deutsche Mannschaft erreichte das Viertelfinale, das sie im Tiebreak gegen die Türkei verlor. Bei der EM 2017 kam das deutsche Team als Gruppendritter über eine Playoff-Runde ins Viertelfinale, das gegen Aserbaidschan verloren ging. EM 2019 unterlag Deutschland ebenfalls im Viertelfinale, diesmal gegen Polen.
Bei der EM 2021 unterlag Deutschland im Achtelfinale gegen die Niederlande und beendete das Turnier auf den 11. Platz. Damit verpasste die Mannschaft die direkte Qualifikation für die nächste Europameisterschaft. Doch da man Teilausrichter der Europameisterschaft 2023 wurde, musste man nicht in der Qualifikation antreten. Die Gruppenphase, welche im Castello Düsseldorf ausgetragen wurde, beendete die deutsche Mannschaft nach den starken Leistungen in der VNL enttäuschend nur auf den dritten Platz. Dadurch traf man im Achtelfinale auf die polnische Mannschaft, welche das Spiel klar mit 3:0 gewann. Schlussendlich beendete die Mannschaft von Vital Heynen den Wettbewerb auf dem 12. Platz und damit historisch schlecht, wodurch man erneut die direkte Qualifikation für die nächste Europameisterschaft verpasste.

### World Cup
Die deutsche Mannschaft nahm bislang zweimal teil und kam beim World Cup 1991 auf den neunten sowie beim World Cup 2011 auf den sechsten Rang.

### Nations League
In der Nations League 2018 erreichten die deutschen Frauen mit fünf Siegen aus fünfzehn Spielen den elften Rang der Gesamtwertung. 2019 wurden sie mit sieben Siegen Zehnter. 2021 erreichten sie mit fünf Siegen erneut den 10. Platz. 2022 wurden sie ebenfalls Zehnte. 2023 überstanden sie erstmals die Vorrunde, schieden im Viertelfinale gegen Polen aus und wurden auf dem achten Rang gewertet. In der Saison 2024 belegte die junge deutsche Mannschaft mit drei Siegen den zwölften Platz in der Hauptrunde. In der Endabrechnung beendete man den Wettbewerb aber auf den 13. Platz, da die thailändische Mannschaft, welche hinter Deutschland den 13. Platz in der Hauptrunde belegten, als Gastgeber für die Finalrunde qualifiziert waren und so als Achte gewertet wurden.

### World Grand Prix
Die deutschen Frauen nahmen 1994 erstmals am World Grand Prix teil und belegten den zehnten Platz. Im folgenden Jahr wurden sie Achter. Die gleiche Platzierungen gab es bei der Rückkehr 2001. Ein Jahr später gab es den bislang größten Erfolg, als die Frauen des DVV hinter Russland und China Dritter wurden. Danach gab es einen siebten und sechsten Rang. 2005 lag Deutschland wieder auf dem zehnten Platz. Nach zwei Jahren Pause waren die DVV-Frauen 2008 wieder dabei und wurden Achter. 2009 konnte zum zweiten Mal der dritte Platz (diesmal hinter Brasilien und Russland) erreicht werden. 2010 gab es mit Platz neun einen Rückschlag für die deutschen Frauen, und 2011 rutschten sie sogar auf den dreizehnten Platz ab. 2012 verpassten sie nur knapp die Finalrunde und landeten auf dem siebten Rang. 2013 und 2014 belegte Deutschland jeweils den elften Platz. 2015 verpassten die deutschen Frauen als Siebter der Vorrunde mit einem Satz Rückstand auf Japan den Einzug in die Finalrunde. Nach neun Niederlagen in Folge stieg man 2016 in die Division II ab. In der zweiten Kategorie erreichte Deutschland 2017 den dritten Platz.

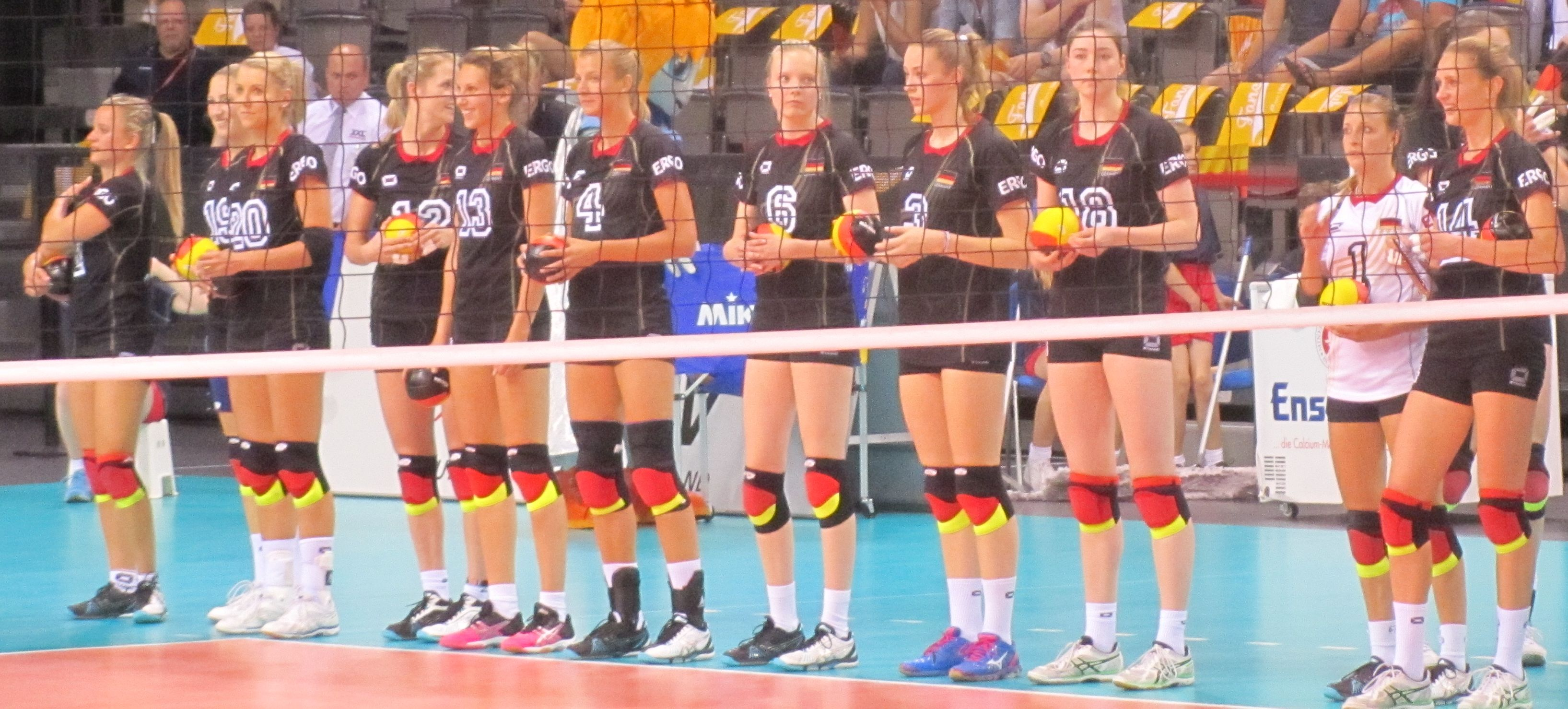
Vor dem Europaliga-Spiel 2014 in Stuttgart

### Europaliga
In der Saison 2013 nahmen die deutschen Frauen erstmals an der Europaliga teil und gewannen mit einem 3:2 gegen Belgien direkt den Titel. 2014 verloren sie in den Endspielen gegen die Türkei.

### Europaspiele
Bei den ersten Europaspielen 2015 in Baku erreichten die deutschen Volleyballerinnen das Viertelfinale gegen Polen, in dem sie mit 2:3 unterlagen.

### Volley Masters Montreux
Die DVV-Frauen nehmen regelmäßig am internationalen, jährlich ausgetragenen Volley Masters in Montreux teil. 2014 gewannen sie das Turnier erstmals; im Finale gab es einen 3:1-Sieg im Finale gegen die USA. 2015 belegten sie den fünften Platz.

## Trainer der A-Nationalmannschaft
| von  | bis              | Name              |
| 1956 | 1971             | Theda von Hoch    |
| 1971 | 1981             | Dai Hee Park      |
| 1981 | 1989             | Andrzej Niemczyk  |
| 1989 | 1990             | Mathias Eichinger |
| 1990 | 1998             | Siegfried Köhler  |
| 1998 | 1999             | Axel Büring       |
| 1999 | 2006             | Lee Hee-wan       |
| 2006 | 2015             | Giovanni Guidetti |
| 2015 | 2015             | Luciano Pedullà   |
| 2015 | 2021             | Felix Koslowski   |
| 2022 | 2024             | Vital Heynen      |
| 2024 | 2024             | Alexander Waibl   |
| 2024 | Vertrag bis 2028 | Giulio Bregoli    |